# Elektronisches Fernsehen
Als elektronisches Fernsehen bezeichnet man Fernsehen, bei dem Bildzerlegung und -zusammensetzung im Gegensatz zum mechanischen Fernsehen elektrisch erfolgen.
Erste brauchbare Grundlagen des elektronischen Fernsehens sind die von Wladimir Sworykin 1923/24 erfundene Ikonoskop-Röhre als erster brauchbarer elektronischer Bildabtaster und die 1897 erfundene Kathodenstrahlröhre, die nach ihrem Erfinder Ferdinand Braun auch Braunsche Röhre genannt wird. Letztere war in weiterentwickelter Form bis zur Jahrtausendwende das üblichste Hilfsmittel zur Bilderzeugung in Fernsehgeräten.
Als Erfinder des elektronischen Fernsehens gilt der Naturwissenschaftler Manfred von Ardenne.